# Cymbidium hillii
Cymbidium hillii је врста орхидеја из рода Cymbidium и породице Orchidaceae. Природно станиште је северни Квинсленд. Нису наведене подврсте у бази Catalogue of Life.